# Očová
Očová é um município da Eslováquia, situado no distrito de Zvolen, na região de Banská Bystrica. Tem 88,34 km² de área e sua população em 2018 foi estimada em 2.597 habitantes.

## Demografia
| Ano:        | 1994 | 2004   | 2014   | 2024   |
| ----------- | ---- | ------ | ------ | ------ |
| Broj ljudi: | 2627 | 2571   | 2597   | 2451   |
| Razlika:    |      | -2,13% | +1,01% | -5,62% |

| Ano:               | 2023 | 2024   |
| ------------------ | ---- | ------ |
| Número de pessoas: | 2462 | 2451   |
| Diferença:         |      | -0,44% |